# Microlechia
Microlechia is een geslacht van vlinders van de familie tastermotten (Gelechiidae).

## Soorten
- M. chretieni Turati, 1924
- M. karsholti (Nupponen, 2010)
- M. klimeschi (Povolny, 1972)
- M. rhamnifoliae (Amsel & Hering, 1931)